# Karion
A Karion görög eredetű férfinév, jelentése: Karia (ókori kisázsiai) tartományból való.

## Gyakorisága
Az 1990-es években szórványos név, a 2000-es években nem szerepel a 100 leggyakoribb férfinév között.

## Névnapok
- január 12.[2]